# Palazzo Ducale (Pesaro)
Il Palazzo Ducale è un edificio rinascimentale di Pesaro, oggi sede della Prefettura.
Si trova in piazza del Popolo; la costruzione fu iniziata da Alessandro Sforza, verso la metà del Quattrocento, su un nucleo originario che era proprietà dei Malatesta e fu terminata poi dai duchi di Urbino.

## Descrizione
La facciata è costituita da un portico di sei arcate rette da massicci pilastri a bozze e da un piano superiore con cinque finestre coronate di stemmi, festoni e putti.
Il fianco destro (l'unico fianco visibile), ha l'arco terminale del portico in stile gotico e, al piano superiore, due grandi finestre, simili a quelle frontali ma prive di coronamento.
All'interno del palazzo il camino della sala d'aspetto è opera di Federico Brandani e raffigura una corsa di bighe intorno alle mura Roveresche; gli altri saloni sono ornati da arabeschi, mentre il camerino da bagno è decorato di stucchi policromi. Fra i pittori che hanno partecipato ai lavori di affresco si ricorda Francesco Menzocchi.

## Galleria d'immagini

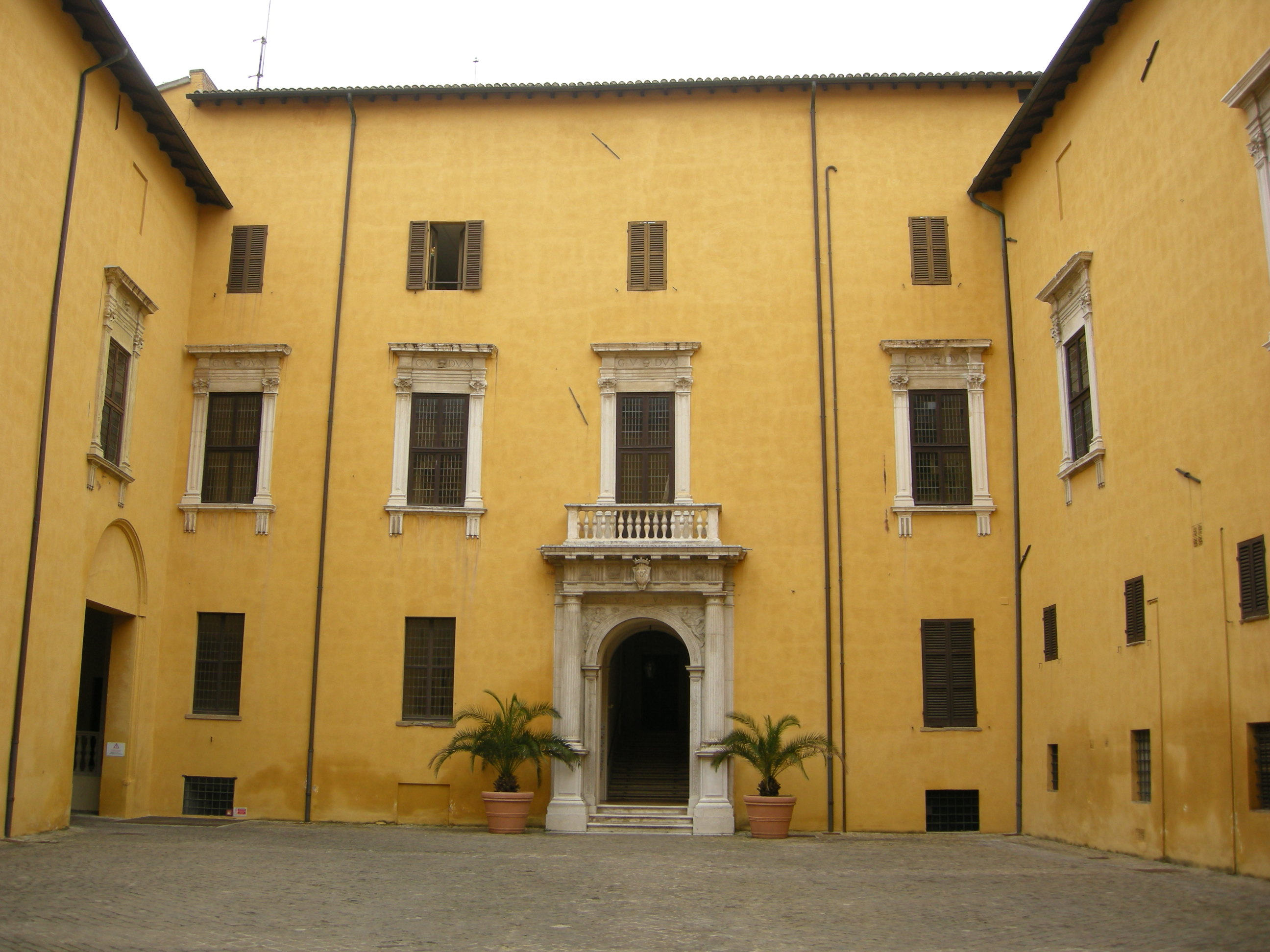
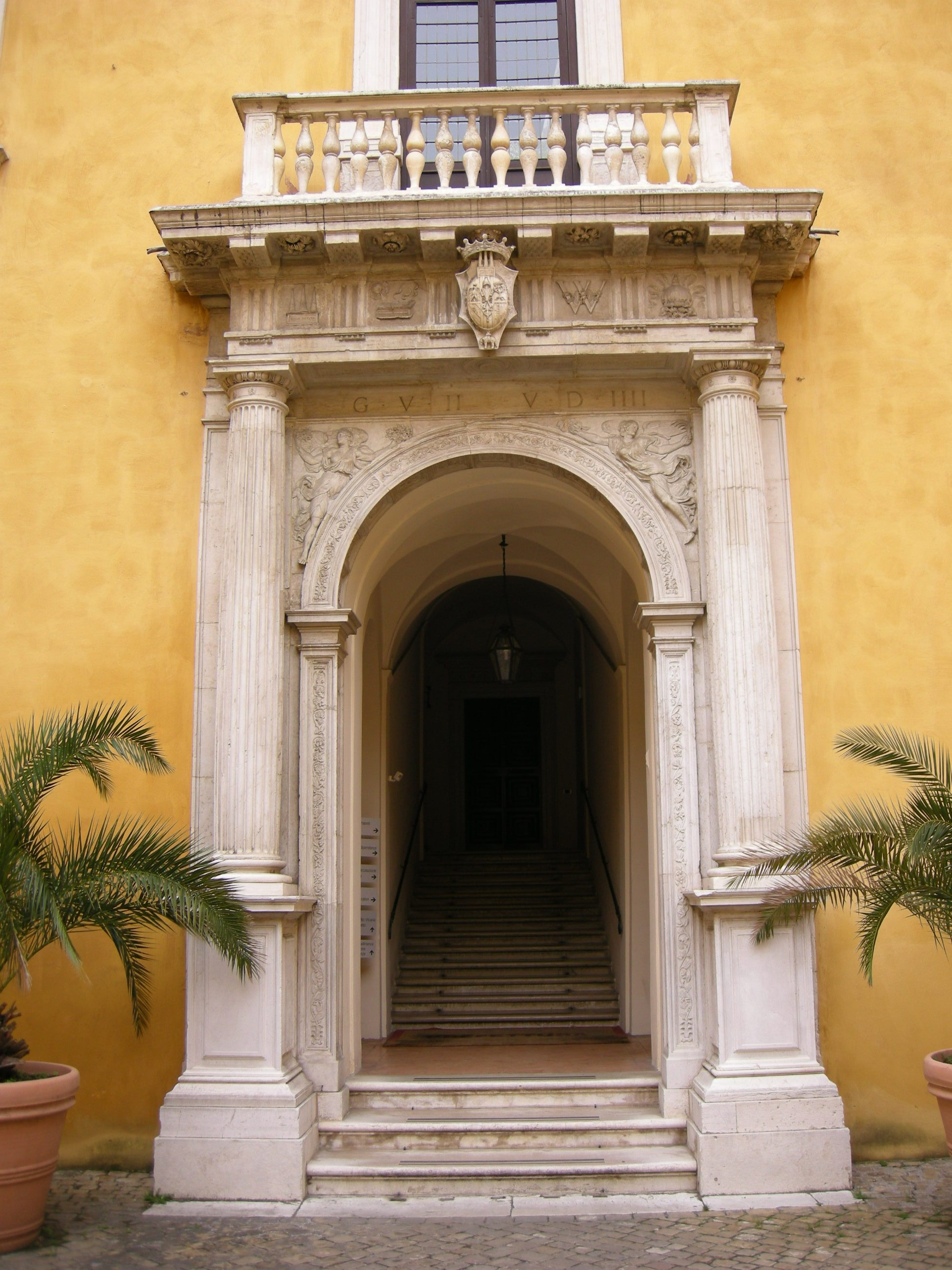
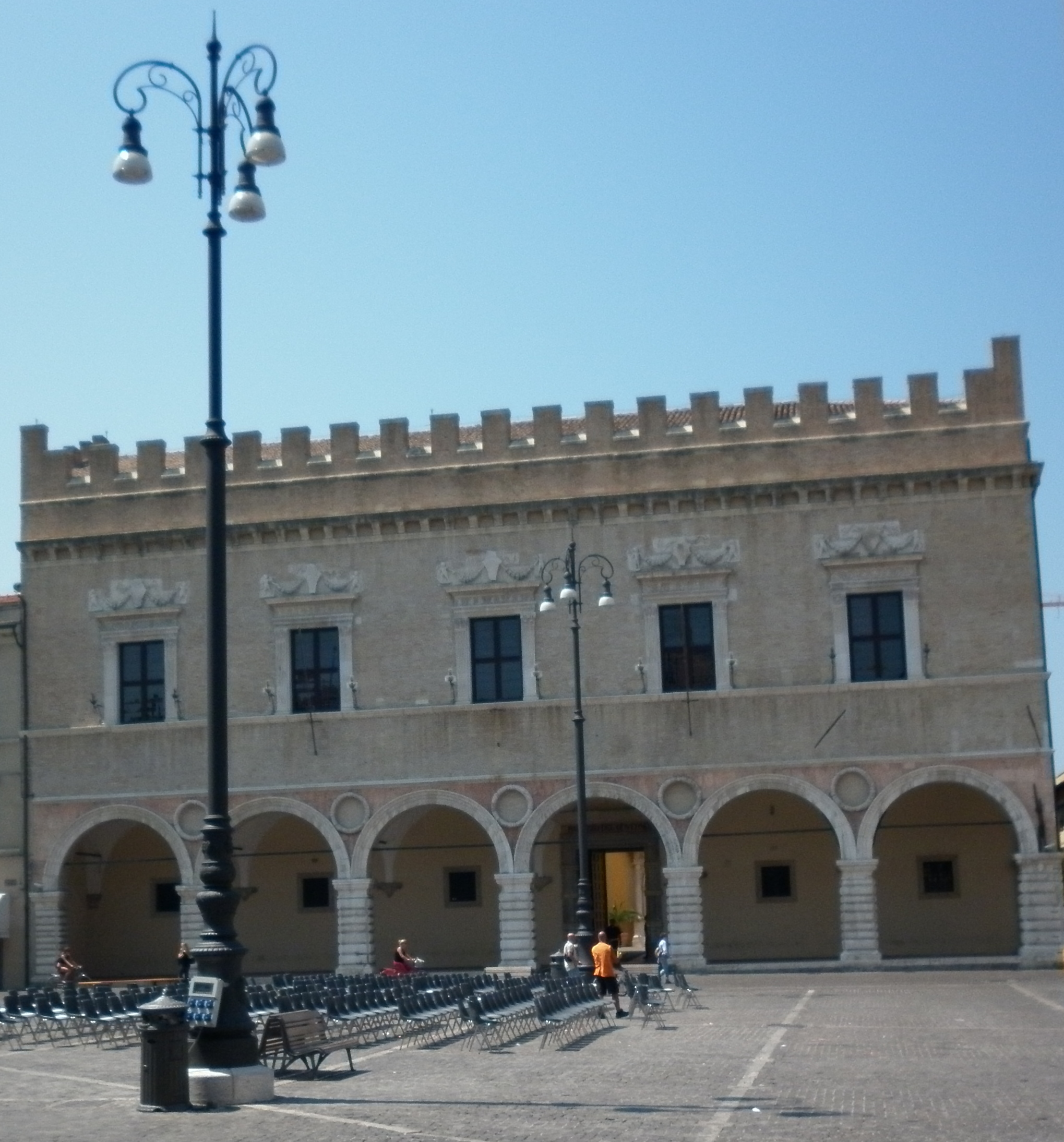